# Paksi János
Paksi János (Túrkeve, 1966. június 18. –) magyar zenész, a Sipőcz Rock Band jelenlegi és a Lord zenekar volt dobosa.

## Életpályája
Zenei tanulmányait Ábrahám István dobosnál kezdte. Az Országos Szórakoztató Zenei Központ (OSZK) klasszikus dobiskoláját végezte el Szolnokon, majd Major Balázsnál tanult Jazz-dob szakon. Az OSZK vizsga letétele után évekig vendéglátós zenész volt.
Első zenekara a túrkevei a Refisztán együttes volt 1983-ban. 1988-ban figyelt fel rá Vida Ferenc és Gidófalvy Attila, de csak 1990-ben került a Lord zenekarba. Az 1990-ben rögzített "Lord 3" nagylemez turnéján már Paksi János dobolt. Első fellépése a Lord zenekarral 1990. április 18-án Nyíregyházán volt. Részt vett az "Utca kövén" (1991) az "Olcsó és Ügyes" (1993) valamint a 90-es években, a koncerteken rögzített “Live 1”, “Live 2” című Lord-albumokon, amelyeket 1996-ban adott ki az LMS (Vida Ferenc) kiadó.
Vida Ferenc az évtized végén újra összehívta a korábbi csapatot, így Baán Imrével, Keszei Tamással és Weinelt Gáborral együtt elhagyták a Lord zenekart. Utolsó fellépésük 1999 augusztusában volt a Sitkei Rockfesztiválon.
Időközben játszott a Nessie zenekarban, majd 1994-ben Sipőcz Ernővel és Nyári Ferenccel közösen megalapították a Sipőcz Rock Band zenekart, amely napjainkig is aktívan működik. Hangszere a hagyományos Amati dobfelszerelés.

## Zenekarok
- Resistan (1983)
- Lord (1990–1999)
- Nessie (1993)
- Sipőcz Rock Band (1994–napjainkig)

## Albumok
- Lord: Az utca kövén - 1991 (Quint, Hammer Records)
- Lord: Olcsó és ügyes - 1993 (LMS Records, Hammer Rekords)
- Lord: Live 1.-2. - 1996 (LMS Records, Hammer Rekords)